# Hypena parva
Hypena parva là một loài bướm đêm trong họ Erebidae.